# Gogmagog (gigante)

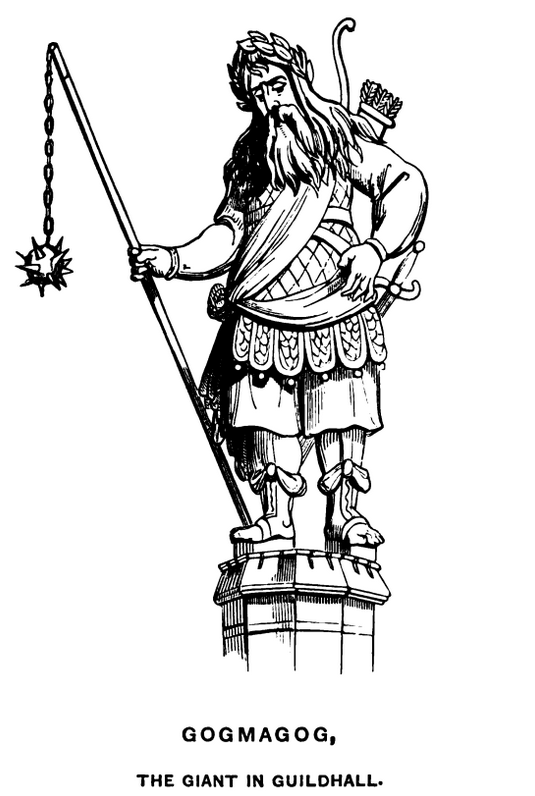
Immagine di Gogmagog esposta alla Guildhall di Londra, scolpita da Richard SaundersÎ nel 1709.

Gogmagog (anche Goemagot, Goemagog, Goëmagot e Gogmagoc) era un gigante leggendario, presente nella mitologia gallese e successivamente in quella britannica. Secondo la Historia Regum Britanniae di Goffredo di Monmouth (XII secolo), Gogmagog era un gigantesco abitante di Albione, gettato da una scogliera durante un incontro di lotta da Corineo, un compagno di Bruto di Troia. Gogmagog fu l'ultimo dei giganti che abitavano la terra di Albione, prima dell'arrivo di Bruto e dei suoi uomini.
Secondo l'etimologia prevalente, Il nome "Gogmagog" deriva dai personaggi biblici Gog e Magog; tuttavia Manley Pope, autore di una traduzione inglese del 1862 della cronaca gallese Brut y Brenhinedd (a sua volta una traduzione della "Historia Regum Britanniae" di Monmouth) sosteneva che fosse una corruzione di Gawr Madoc (Madoc il Grande).
Le due statue lignee che si trovano all'ingresso della Guildhall di Londra e che sono popolarmente chiamate "Gog e Magog", rappresentavano in origine le immagini di Gogmagog e Corineo.